# زیرآب‌زنی
| ویکی‌پدیا در حال حاضر مقاله‌ای در مورد «زیرآب‌زنی» ندارد، اما پروژهٔ خواهر ما یعنی ویکی‌واژه ممکن است برای این موضوع صفحه‌ای داشته باشد: مدخل ویکی‌واژه برای «زیرآب‌زنی» را مطالعه کنید. همچنین شما می‌توانید: - زیرآب‌زنی را در ویکی‌پدیا جستجو کنید تا عناوین یا املاهای جایگزین را بررسی کنید. - مقالهٔ زیرآب‌زنی را ایجاد کنید، در صورت تمایل از ایجادگر مقاله استفاده کنید یا درخواستی برای آن اضافه کنید؛ اما لطفاً به‌خاطر داشته باشید که ویکی‌پدیا واژه‌نامه نیست. |

زیرآب زنی به عنوان یک رفتار پنهانی در سازمان‌ها، به اقداماتی اطلاق می‌شود که با هدف تخریب شهرت یا شغل فردی خاص انجام می‌گیرد. این رفتار معمولاً در غیاب فرد مورد هدف صورت می‌گیرد و می‌تواند پیامدهای منفی قابل توجهی برای افراد، سازمان‌ها و حتی جامعه به همراه داشته باشد.
علل زیرآب زنی
1. علل فردی
عوامل فردی مانند حسادت، کینه توزی و ماکیاولیسم از جمله دلایل اصلی زیرآب زنی شناخته می‌شوند. افرادی که دارای ویژگی‌های ماکیاولیستی هستند، معمولاً تمایل به استفاده از دیگران به عنوان ابزار برای رسیدن به اهداف خود دارند.
2. علل مدیریتی
مدیریت ضعیف و عدم شایسته‌سالاری در سازمان‌ها نیز می‌تواند به افزایش رفتارهای زیرآب زنی منجر شود. نبود فرهنگ سازمانی مبتنی بر اخلاقیات و منافع حزبی از دیگر عوامل مدیریتی موثر در این زمینه محسوب می‌شوند
3. علل سازمانی
عوامل سازمانی شامل ارتباطات ضعیف بین کارکنان، احساس بی‌عدالتی و نابرابری، و ضعف در قوانین و مقررات اخلاقی نیز بر رفتار زیرآب زنی تاثیرگذار هستند.
پیامدها
زیرآب زنی می‌تواند به کاهش اعتماد در محیط کار، افت کیفیت عملکرد و حتی آسیب به سلامت روان کارکنان منجر شود. شناخت دقیق علل این رفتارها می‌تواند به مدیران کمک کند تا با اتخاذ تدابیر مناسب از گسترش آن جلوگیری کنند.
راهبردها برای مقابله
تقویت فرهنگ سازمانی: ایجاد محیطی که در آن اخلاقیات و شایسته‌سالاری اولویت داشته باشد.
ارتقاء ارتباطات: تسهیل ارتباطات میان کارکنان برای کاهش حسادت و کینه‌توزی.
اجرای قوانین اخلاقی: تدوین و اجرای قوانین واضح برای مدیریت رفتارهای غیر اخلاقی در سازمان.
با درک عمیق‌تر از علل و پیامدهای زیرآب زنی، می‌توان به بهبود محیط‌های کاری و افزایش بهره‌وری کمک کرد.

بطور مثال در مورخ 1403/08/13 آقای س.ع.و (ملقب به ماله کش اعظم) چنان زیرآبی از آقای م.پ.ا زد که آقای م.پ.ا تا 2 روز مریض شده و امکان ادامه زندگی از وی سلب گردید و قصد خودکشی را داشت که با عنایت خداوند از خر شیطان پیاده شد.
و در انتهای این ماجرا سهمیه کنکور دختران آقای م.پ.ا هم پرید.